# Agostino Marchetto
Mons. Agostino Marchetto (* 28. srpna 1940, Vicenza) je italský římskokatolický kněz, arcibiskup, kardinál a emeritní sekretář Papežské rady pro pastoraci migrantů a lidí mimo domov.

## Život
Narodil se 28. srpna 1940 ve Vicenze. Na kněze byl vysvěcen 28. června 1964 biskupem Carlem Zinatem.
Dne 31. srpna 1985 jej papež Jan Pavel II. ustanovil titulárním arcibiskupem z Astigi a apoštolským pro-nunciem v Madagaskaru a na Mauriciusu. Biskupské svěcení přijal 1. listopadu 1985 z rukou kardinála Sebastiana Baggia a spolusvětiteli byli biskup Arnoldo Onisto a biskup Carlo Fanton. Funkci pro-nuncia na těchto místech vykonával do 7. prosince 1990 kdy byl jmenován pro-nunciem v Tanzanii.
Dne 18. května 1994 byl jmenován apoštolským nunciem v Bělorusku.
Dne 8. července 1999 byl jmenován trvalým pozorovatelem Organizace pro výživu a zemědělství.
Dne 6. listopadu 2001 se stal sekretářem Papežské rady pro pastoraci migrantů a lidí mimo domov. Dne 25. srpna 2010 přijal papež Benedikt XVI. jeho rezignaci na post sekretáře, aby se mohl věnovat studiu hermeneutiky zejména Druhého vatikánského koncilu.
V současné době vykonáva nějaké služby v diecézi Vicenza.
Papež František ho považuje za největšího hermeneutika Druhého vatikánského koncilu.

### Kardinálem
Dne 9. července 2023 na závěr modlitby Anděl Páně oznámil papež František, že jmenuje 21 nových kardinálů, mezi nimi také Mons. Marchetta. V konzistoři dne dne 30. září 2023 jej také skutečně jmenoval.